# Paneriai

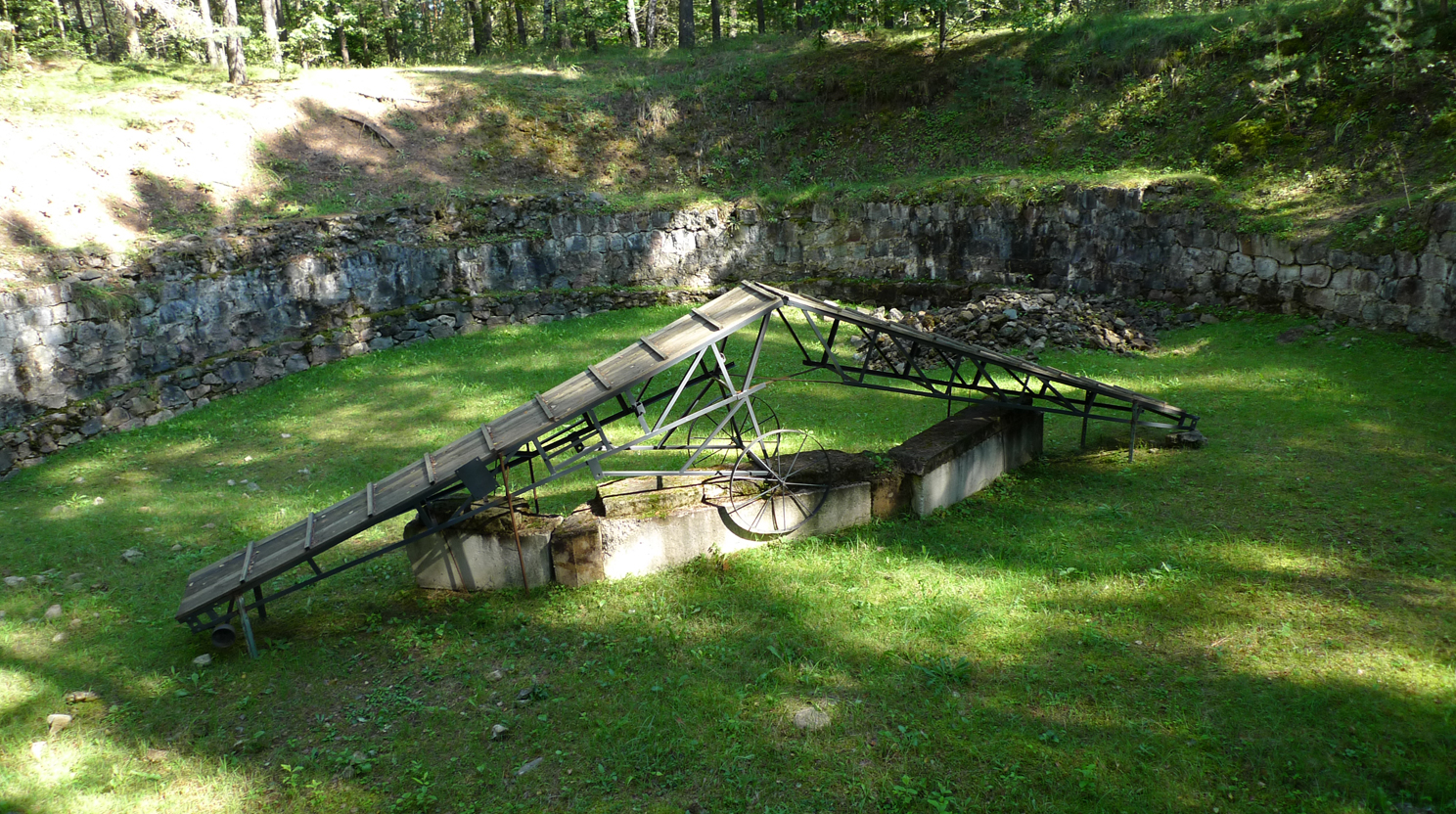
Grop i vilken uppgrävda kroppar brändes.

Paneriai (polska Ponary) är en förort till Litauens huvudstad Vilnius. Paneriai hade år 2001 omkring 8 900 invånare.

## Andra världskriget
När Nazityskland hade ockuperat Litauen i samband med Operation Barbarossa sommaren 1941, inledde tyska Einsatzgruppen i Paneriai massavrättningar av litauiska judar, polacker och romer samt krigsfångar. Assisterad av litauisk milis sköt Einsatzkommando 9 här drygt 100 000 människor, varav cirka 70 000 judar och 20 000 polacker, mellan juli 1941 och augusti 1944. En av ansvariga var Alfred Filbert (1905–1990), som 1962 dömdes till livstids fängelse.
När Röda armén ryckte fram, försökte de retirerande tyska arméerna att dölja spåren efter massakrerna. Inom ramen för Aktion 1005 tvingades fångar från koncentrationslägret Stutthof att gräva upp kropparna, placera dem på stora bensinindränkta träbål och bränna dem.